# Steinkreuz (Ettenstatt)

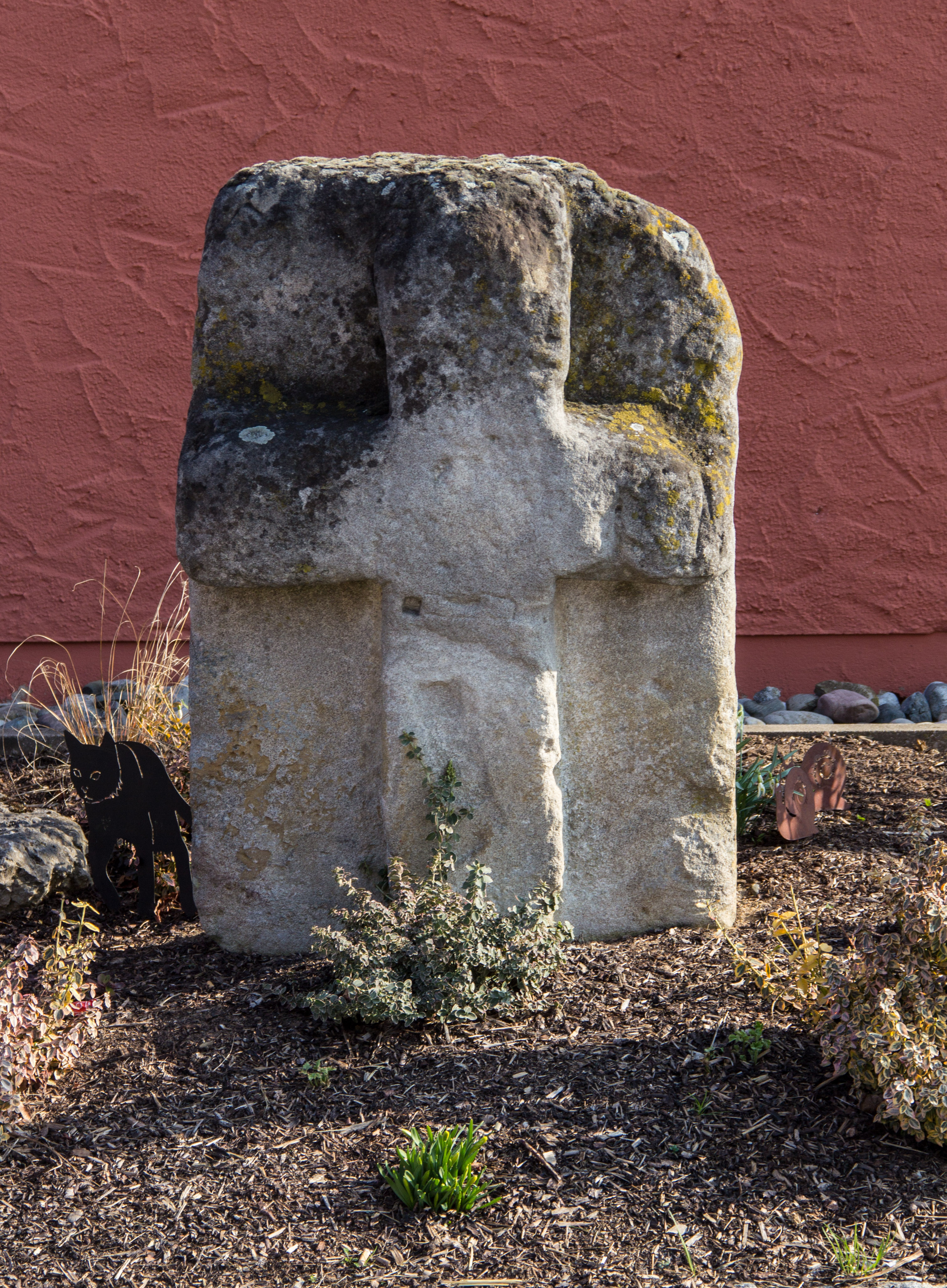
Der Kreuzstein im März 2015

Der Kreuzstein in Ettenstatt, einer Gemeinde im mittelfränkischen Landkreis Weißenburg-Gunzenhausen, ist unter der Denkmalnummer D-5-77-127-13 als Baudenkmal in die Bayerische Denkmalliste eingetragen. Er steht inmitten des Ortskerns an der Kreisstraße WUG 15 auf Höhe des Hauses Obere Hauptstraße 1 nahe der St.-Johannis-Kirche. Der Kreuzstein ist mittelalterlichen Ursprungs. Er dient als Gedenkstein, misst etwa 1 Meter Höhe, 60 Zentimeter Breite und 20 Zentimeter Tiefe und besteht aus Sandstein.